# Lymeon cinctiventris
Lymeon cinctiventris là một loài tò vò trong họ Ichneumonidae.